# Christian Demelius
Christian Demelius (* 1. April 1643 in Schlettau; † 1. November 1711 in Nordhausen) war ein deutscher Komponist und als Kirchenmusiker in Nordhausen tätig.

## Leben
Christianus Demelius (latinisierte Form von Christian Döhmel) wurde am 1. April 1643 als Sohn des Bierbrauers Paul Döhmel und Maria Döhmel (1590–1632) in Schlettau im Erzgebirge geboren. Der Schlettauer Stadtschreiber und Organist Christoph Knorr bildete ihn aus, danach ging Demelius 1658 auf dessen Anraten an die Musikschule Zwickau.
Im Jahr 1663 erhielt er eine Anstellung in Nordhausen am Harz, wo er als Musiklehrer am Gymnasium unterrichtete. Außerdem beauftragte Bürgermeister Ernst Kelner Demelius mit der Erziehung und Ausbildung seiner Kinder, die er 1666 auf die Universität Jena begleitete. Dort schloss sich Demelius der Hofkapelle Jena an und erhielt von Hofkapellmeister Adam Drese Unterricht in Komposition. 1669 wurde er zum Stadtkantor an der St. Blasiikirche Nordhausen ernannt und hatte dieses Amt bis zu seinem Tod am 1. November 1711 inne. Zudem leitete Demelius 40 Jahre lang den Schulchor der Stadt.
Christian Demelius und zwei seiner Söhne leiteten 88 Jahre lang die musikalischen Geschicke an der St. Blasiikirche.

## Familie
Am 6. März 1671 heiratete Demelius in Heringen die Tochter des verstorbenen Bürgermeisters Johann Kelner, Catharina Margarete Kelner. In Folge wurden fünf Söhne und fünf Töchter geboren.
Sohn Andreas Demelius (geboren 26. November 1682) wurde sein Nachfolger als Kantor an der St. Blasiikirche in Nordhausen, der Sohn Conrad Richard Demelius hingegen Organist an der gleichen Kirche.

## Werk
Demelius gab das evangelische Nordhäuser Gesangbuch (Elementarbuch für Musik) heraus, das 1688 erschien und ihn über die Stadtgrenzen hinaus bekannt machte. Außerdem hinterließ er mehrere Kompositionen.
Erhardt Anger, Kantor in Gelenau, gab um 1960 hat die Motetten Demelius' aus alten Stimmbüchern zusammengestellt.